# Manuel Reina
Manuel 'Manolo' Reina Rodríguez (ur. 1 kwietnia 1985 w Villanueva del Trabuco) – hiszpański piłkarz występujący na pozycji bramkarza w Málaga CF.

## Statystyki klubowe
| Sezon   | Klub                | Kraj      | Liga               | Mecze | Bramki | Puchar krajowe | Mecze | Bramki |
| ------- | ------------------- | --------- | ------------------ | ----- | ------ | -------------- | ----- | ------ |
| 2003/04 | Málaga B            | Hiszpania | Segunda División B | 0     | 0      | -              | -     | -      |
| 2004/05 | Málaga B            | Hiszpania | Segunda División B | 2     | 0      | -              | -     | -      |
| 2005/06 | Málaga B            | Hiszpania | Segunda División B | 20    | 0      | -              | -     | -      |
| 2005/06 | Málaga CF           | Hiszpania | Primera División   | 1     | 0      | -              | -     | -      |
| 2006/07 | Málaga B            | Hiszpania | Segunda División B | 26    | 0      | -              | -     | -      |
| 2007/08 | Levante B           | Hiszpania | Segunda División B | 11    | 0      | -              | -     | -      |
| 2007/08 | Levante UD          | Hiszpania | Primera División   | 8     | 0      | -              | -     | -      |
| 2008/09 | Levante UD          | Hiszpania | Segunda División   | 26    | 0      | Puchar Króla   | 1     | 0      |
| 2009/10 | Levante UD          | Hiszpania | Segunda División   | 22    | 0      | -              | -     | -      |
| 2010/11 | Levante UD          | Hiszpania | Primera División   | 18    | 0      | -              | -     | -      |
| 2011/12 | FC Cartagena        | Hiszpania | Segunda División   | 27    | 1      | Puchar Króla   | 2     | 0      |
| 2012/13 | Pafos               | Grecja    | Football League    | 15    | 0      | Puchar Grecji  | 2     | 0      |
| 2012/13 | PAE Atromitos       | Grecja    | Superleague Ellada | 0     | 0      | -              | -     | -      |
| 2013/14 | Gimnàstic Tarragona | Hiszpania | Segunda División B | 31    | 0      | Puchar Króla   | 2     | 0      |
| 2014/15 | Gimnàstic Tarragona | Hiszpania | Segunda División B | 37    | 0      | -              | -     | -      |
| 2015/16 | Gimnàstic Tarragona | Hiszpania | Segunda División   | 30    | 2      | -              | -     | -      |
| 2016/17 | Gimnàstic Tarragona | Hiszpania | Segunda División   | 23    | 0      | Puchar Króla   | 1     | 0      |
| 2017/18 | RCD Mallorca        | Hiszpania | Segunda División B | 23    | 0      | -              | -     | -      |
| 2018/19 | RCD Mallorca        | Hiszpania | Segunda División   | 34    | 0      | -              | -     | -      |

Stan na: 5 czerwca 2019 r.